# Köln-Ehrenfeld (stacja kolejowa)
Köln-Ehrenfeld – stacja kolejowa w Kolonii, w kraju związkowym Nadrenia Północna-Westfalia, w Niemczech. Znajdują się tu 2 perony.
| Köln-Ehrenfeld |  |                |
| Linia          |  |                |
|                |  | Köln Hansaring |